# Christiaan Eijkman
Christiaan Eijkman (Nijkerk, 11. kolovoza 1858. – Utrecht, 5. studenog 1930.), nizozemski liječnik i patolog.
Za vrijeme svog boravka na otoku Javi došao je do otkrića da bolest beriberi uzrokuje loša prehrana, što je kasnije dovelo do nastanka koncepta vitamina i otkrića vitamina. Godine 1929. podijelio je Nobelovu nagradu za fiziologiju ili medicinu sa Sirom Frederickom Hopkinsom.

## Vanjske poveznice
- (engl.)Životopis
- (engl.)Christiaan Eijkman – Životopis  Arhivirana inačica izvorne stranice od 30. travnja 2006. (Wayback Machine)